# 핀란드 환경부
환경부(핀란드어: ympäristöministeriö; YM 윔패리스퇴미니스테리외; 위앰[*], 스웨덴어: miljöministeriet)는 핀란드 국가평의회의 산하 12개 부처 중 하나다. 부처 수장인 정무직 공무원은 환경장관이다. 환경보호, 생물다양성, 천연자원 지속성 등을 관장한다.
본청 직원 수는 280 명이다.
핀란드에 환경부가 설치된 것은 1983년으로, 다른 나라들에 비해 이른 편이다. 21세기 들어서는 주거단지계획도 환경부에서 소관하게 되었다. 2014년에는 환경부와 농림부의 합병이 널리 논의되었다. 2015년에는 시필래 내각의 연정 당수들인 시필래, 소이니, 스투브가 환경부와 교통통신부의 합병에 동의했다. 하지만 키모 틸리카이넨이 농림장관과 환경장관을 겸임하는 선에서 끝났다.